# Нанавира Тхера
Нанавира (или Ньянавира) Тхера (Ñāṇavīra Thera, имя при рождении Гарольд Массон, англ. Harold Musson, 5 января 1920 — 5 июля 1965) — буддистский монах-тхеравадин, англичанин по происхождению, автор работ по буддизму.

## Биография
Гарольд Эдвард Массон родился 5 января 1920 года в Англии в семье военного. В возрасте с 7 до 9 лет жил в Бирме. Массон учился в Веллингтонском колледже и в Магдаленском колледже (Кембридж).
В 1940 году он записался в армию, где стал офицером разведки; он служил сначала в Алжире, потом в Италии. В 1945 году Массон был госпитализирован в Сорренто. Пребывая на лечении, он прочитал посвящённую буддизму книгу Юлиуса Эволы «Доктрина пробуждения» (итал. La Dottrina del Risveglio). Книга настолько заинтересовала его, что Массон решил перевести её на английский язык. Он закончил эту работу через три года.
В 1948 году Массон вместе со своим армейским другом отправился на Цейлон, где стал бхикшу под именем Нанавира Тхера (Ñāṇavīra Thera). Нанавира в совершенстве овладел языком пали. В 1954 году он отправился на юго-восточную часть Цейлона, чтобы сознательно провести остаток своей жизни в одиночестве.
27 июня 1959 года произошло событие, радикально изменившее его жизнь: по его словам, он «вступил в поток» (sotāpatti), увидев «необусловленную нирвану».
Начиная со своего прибытия на Цейлон Нанавира страдал от амёбиаза. Позже к этому прибавилась гинекофилия.
К 1963 году он «оставил любую надежду на какой-либо личный прогресс в данной жизни». 5 июля 1965 года Нанавира, будучи в полном сознании, покончил жизнь самоубийством.

## Работы
Ранние работы Нанавиры включают в себя произведения, написанные с 1950 по 1960 гг. После событий 27 июня 1959 года стиль работ Нанавиры сильно изменился. В 1963 году Нанавира подготовил к изданию книгу под названием Notes on Dhamma («Заметки о дхамме»), которая была издана в том же году.